# Anarchy in the U.K.
Anarchy in the U.K. is een single van de punkgroep Sex Pistols. Het is de eerste single die deze band uitbracht en het is tevens een van de eerste punksingles die werd uitgegeven.
Het nummer zorgde voor veel ophef in Engeland. Dit nummer is een typisch voorbeeld van het protest dat de punkbeweging van de late jaren zeventig had tegen de discobeweging en de decadentie van de samenleving. Toch behaalde het nummer de hitlijsten. Opvolger God Save The Queen behaalde in Engeland zelfs de tweede plek in de hitlijsten.
Het nummer is afkomstig van het album Never Mind The Bollocks, Here's The Sex Pistols. Dit album en de singles God Save The Queen, Anarchy In The U.K. en Pretty Vacant groeiden uit tot de klassiekers van de Pistols.

## NPO Radio 2 Top 2000
| Nummer met noteringen in de NPO Radio 2 Top 2000 | '16  | '17  | '18  | '19  | '20  | '21  |
| ------------------------------------------------ | ---- | ---- | ---- | ---- | ---- | ---- |
| Anarchy in the U.K.                              | 1305 | 1375 | 1743 | 1887 | 1795 | 1997 |

1. ↑  Een vetgedrukt getal geeft de hoogste notering aan.
2. ↑  2016 was het eerste jaar met een notering voor dit nummer.
3. ↑  Deze tabel is bijgewerkt tot en met de laatste editie (2024).